# مارتن راسيل (مهندس الصوت)
مارتن راسيل (بالإنجليزية: Martin Russell)‏ هو منتج أسطوانات ومهندس الصوت وملحن بريطاني، ولد في 25 سبتمبر 1934 في بروملي ‏ في المملكة المتحدة.

## وصلات خارجية
- مارتن راسيل على موقع ميوزك برينز (الإنجليزية)
- مارتن راسيل على موقع أول ميوزيك (الإنجليزية)
- مارتن راسيل على موقع ديسكوغز (الإنجليزية)